# Татран (футбольний клуб)
«Та́тран» (словац. 1. FC Tatran Prešov) — словацький футбольний клуб з міста Пряшів, що виступає у Другій лізі у з 2025 у Суперлізі чемпіонату Словаччини. Заснований 1898 року. Домашні матчі проводить на стадіоні «Татран» місткістю 14 000 глядачів.

## Досягнення
- Володар Кубку Словаччини (1):

1992
- Володар Кубку Чехословаччини (1945—1992) (1):

1953
- Володар Кубку Мітропи (1):

1981

## Виступи в єврокубках
| Сезон   | Змагання               | Раунд | Країна            | Клуб          | Вдома        | На виїзді | В сукупності |
| ------- | ---------------------- | ----- | ----------------- | ------------- | ------------ | --------- | ------------ |
| 1966–67 | Кубок володарів кубків | 1Р    | Німеччина         | Баварія       | 1–1          | 2–3       | 3–4          |
| 1973–74 | Кубок УЄФА             | 1Р    | Югославія         | Вележ         | 4–2          | 1–1       | 5–3          |
| 1973–74 | Кубок УЄФА             | 2Р    | Німеччина         | Штутгарт      | 3–5 (дод.ч.) | 1–3       | 4–8          |
| 1980–81 | Кубок Мітропи          | КС    | Угорщина          | Чепель        | 0–0          | 0–3       |              |
| 1980–81 | Кубок Мітропи          | КС    | Італія            | Комо          | 4–1          | 0–1       |              |
| 1980–81 | Кубок Мітропи          | КС    | Югославія         | Загреб        | 2–1          | 5–1       |              |
| 1994–95 | Кубок володарів кубків | КР    | Північна Ірландія | Бангор        | 4–0          | 1–0       | 5–0          |
| 1994–95 | Кубок володарів кубків | 1Р    | Шотландія         | Данді Юнайтед | 3–1          | 2–3       | 5–4          |
| 1994–95 | Кубок володарів кубків | 2Р    | Іспанія           | Реал Сарагоса | 0–4          | 1–2       | 1–6          |